# جيف تريبلت
جيف تريبلت (بالإنجليزية: Jeff Triplette)‏ حكم في الدوري الوطني لكرة القدم الأمريكية منذ موسم 1996. يرتدي الزي الرسمي رقم 42.
تريبلت عقيد متقاعد من الجيش الأمريكي الاحتياطي. حصل على ميدالية النجمة البرونزية للقيام بأعمال في حرب الخليج الثانية أثناء خدمته في الحرس الوطني لجيش كارولاينا الشمالية.